# Havana Brown
Angelique Meunier, znana pod pseudonimem Havana Brown (ur. 14 lutego 1985 roku w Melbourne w Australii) – australijska artystka, DJ, 
tancerka i wykonawczyni muzyki popowej oraz tanecznej.
Po nawiązaniu współpracy z australijską wytwórnią, piosenkarka grała przed takimi gwiazdami jak Britney Spears, Rihanna, the Pussycat Dolls, Chris Brown i Enrique Iglesias. Zdobyła sławę w 2011 roku za sprawą singla We Run The Night. Otrzymał on nominację ARIA Music Award dla Przełomowego singla i Najlepiej sprzedającego się singla. 
W podsumowaniu roku 2012 przez Billboard znalazła się na listach "Dance Club Songs" i "Hot 100 Songs" dzięki duetowi z Pitbullem. 

## Kariera

### Muzyczne początki
Swoją karierę muzyczną rozpoczęła od pracy w zespole Fishbowl, zauważonym przez brytyjską wytwórnię. Grupa jednak szybko rozpadła się, tuż przed wydaniem debiutanckiego singla. Havana zaczęła interesować się wtedy miksowaniem znanych światowych przebojów. Jej kariera nabrała tempa i zapraszano ją do prowadzenia imprez klubowych w Melbourne, a potem w całej Australii.

### 2008–10:Crave
W 2008 Brown nawiązała współpracę z Island Universal Australia i zaczęła pracę nad swoim pierwszym kompilacyjnym albumem. W październiku supportowała Rihannę, podczas jej australijskiej części trasy Good Girl Gone Bad Tour. W tym samym roku wydała swoje pierwsze dzieło - Crave. W roku 2009 Havana otwierała australijskie koncerty Pussycat Dolls -  Doll Domination Tour oraz europejskie Britney Spears - Circus Tour.
Od grudnia remiksowała hity w każdą sobotę w audycji radiowej Party People nadawanej w Australii.

### 2011–obecnie:When The Lights Go Out

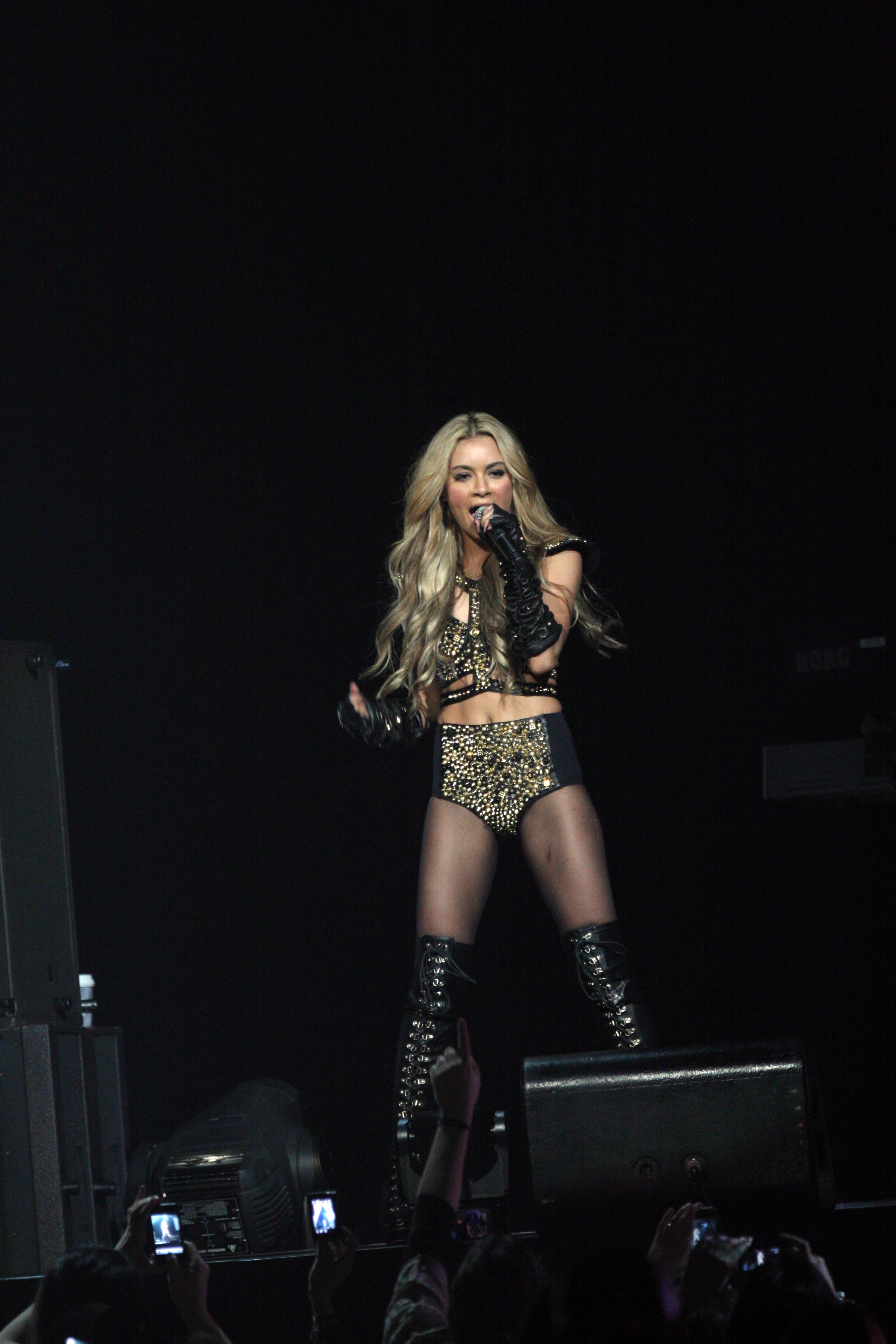
Havana Brown wykonuje swój singiel We Run The Night.

W kwietniu 2011 Havana rozgrzewała publiczność podczas trasy Chrisa Browna F.A.M.E. Tour. W tym samym czasie wydała swojego pierwszego singla "We Run The Night". Utwór dotarł do miejsca 5. na najważniejszej australijskiej liście przebojów i pokrył się potrójną platyną za sprzedaż w liczbie 210 tysięcy kopii. Wtedy została dostrzeżona przez RedOne'a, który wyprodukował później nową wersję debiutanckiego hitu, w którym gościnnie pojawia się Pitbull. Remix natychmiast podbił amerykańskie listy przebojów, dostając się na szczyt Hot Dance Club Songs i 25. miejsce Hot 100 Billboardu.
We wrześniu 2011 roku pojawił się drugi singiel, "Get It". Piosenka zadebiutowała na 6. miejscu utworów tanecznych w ARIA, a wideoklip do tej pory obejrzano ponad 2 miliona razy na oficjalnym kanale youtube. W kwietniu 2012 na facebooku artystki swoją premierę miał singiel promocyjny - "City Of Darkness".
Długo oczekiwana debiutancka EP'ka - "When The Lights Go Out" pojawiła się 17 lipca 2012 roku. Ukazały się dwie wersję wydawnictwa – amerykańska z hitem "We Run the Night" i australijska z nowym utworem "Wonderland (La Da Da Da Di)". Drugim singlem z EP'ki zostało "You'll Be Mine". Piosenka dotarła do miejsca 11 na australijskim iTunes, spędzając do tej pory tam aż 116 dni. Teledysk wyświetlono jak na razie ponad 2,5 miliona razy.
Także w lipcu wokalistka supportowała Pitbulla razem z Taio Cruzem przy Planet Pit World Tour. Pod koniec roku występowała jako support podczas trasy Rity Ory.
W listopadzie 2012 roku Havana pojawiła się na płycie Pitbulla w utworze "Last Night". Sukcesy odniósł także trzeci singel z EP, "Big Banana". Utwór ten dostał się do szczytu amerykańskiej listy Hot Dance Club Songs. W międzyczasie wokalistka wydaje regularnie nowe remixy swojego autorstwa na kolejnych częściach Crave. Jak dotąd wszystkie krążki debiutują w pierwszej dziesiątce w Australii.
W czerwcu 2013 oficjalnie wydano ostatniego singla z "When the Lights Go Out", czyli "Spread a Little Love".

## Dyskografia

### EP
| Tytuł                  | Informacje                                                                                      | Najwyższa pozycja | Najwyższa pozycja | Certyfikaty     |
| Tytuł                  | Informacje                                                                                      | AUS               | US Heat           | Certyfikaty     |
| ---------------------- | ----------------------------------------------------------------------------------------------- | ----------------- | ----------------- | --------------- |
| When the Lights Go Out | - Wydany: 17 lipca 2012 - Wytwórnia: Island, Universal Republic - Formaty: Digital download, CD | 16                | 50                | - ARIA: Platyna |

### Single
| Singiel                                      | Rok  | Najwyższa pozycja | Najwyższa pozycja | Najwyższa pozycja | Certyfikaty                                         | Album                  |
| Singiel                                      | Rok  | AUS               | US Dance          | AUS iTunes        | Certyfikaty                                         | Album                  |
| -------------------------------------------- | ---- | ----------------- | ----------------- | ----------------- | --------------------------------------------------- | ---------------------- |
| "We Run the Night" (gościnnie Pitbull)       | 2011 | 5                 | 1                 | 3                 | - ARIA: 3× Platyna - RIANZ: Platyna - RIAA: Platyna | When the Lights Go Out |
| "Get It"                                     | 2011 | 38                | —                 | 23                |                                                     |                        |
| "You'll Be Mine" (wraz z R3habem)            | 2012 | 16                | —                 | 11                |                                                     | When The Lights Go Out |
| "Big Banana" (wraz z R3habem oraz Prophetem) | 2012 | 18                | 1                 | 16                | - ARIA: Platyna                                     | When The Lights Go Out |
| "Spread a Little Love"                       | 2013 | —                 | —                 | —                 |                                                     | When The Lights Go Out |

## Teledyski
| Tytuł                                  | Rok  | Reżyser                 |
| -------------------------------------- | ---- | ----------------------- |
| "We Run the Night"                     | 2011 | Benn Jae, Tony Prescott |
| "Get It"                               | 2011 | Ryan Pallotta           |
| "We Run the Night" (gościnnie Pitbull) | 2012 | Ryan Pallotta, Ray Kay  |
| "You'll Be Mine"                       | 2012 | Anna Mastro             |
| "Big Banana"                           | 2013 | Einar Egilsson          |
| "Spread a Little Love"                 | 2013 | Einar Egilsson          |